# Badminton-Nationalliga A 2014/15
Die Badminton-Nationalliga A der Saison 2014/15 als höchste Spielklasse im Badminton in der Schweiz zur Ermittlung des nationalen Mannschaftsmeisters bestand aus einer Vorrunde im Modus Jeder gegen jeden und anschliessenden Play-off-Spielen. Meister wurde der BC Uzwil.

## Vorrunde
| Platz | Team                  | Punkte | Spiele  | +/- | Sätze     | +/- | Partien |
| ----- | --------------------- | ------ | ------- | --- | --------- | --- | ------- |
| 1     | BC Uzwil              | 35     | 66 : 46 | 20  | 151 : 113 | 38  | 14      |
| 2     | BV St. Gallen         | 29     | 59 : 53 | 6   | 136 : 128 | 8   | 14      |
| 3     | BC La Chaux-de-Fonds  | 28     | 58 : 54 | 4   | 141 : 124 | 17  | 14      |
| 4     | BC Yverdon-les-Bains  | 27     | 56 : 56 | 0   | 128 : 135 | −7  | 14      |
| 5     | SC Uni Basel          | 27     | 53 : 59 | −6  | 117 : 135 | −18 | 14      |
| 6     | BV Adliswil           | 27     | 52 : 60 | −8  | 122 : 141 | −19 | 14      |
| 7     | Union Tafers-Fribourg | 26     | 53 : 59 | −6  | 123 : 129 | −6  | 14      |
| 8     | Team Argovia          | 25     | 51 : 61 | −10 | 125 : 138 | −13 | 14      |

## Endspiel
- BC Uzwil – BV St. Gallen: 3:5, 5:3 (18:17)